# 菲律賓刺鼻單棘魨
菲律賓刺鼻單棘魨，又稱菲律賓前孔魨，為輻鰭魚綱魨形目鱗魨亞目單棘魨科的其中一種，分布於菲律賓海域，棲息深度15-28公尺，體長可達12公分，棲息在礁石區，生活習性不明。